# Валтер брани Сарајево
Валтер брани Сарајево је југословенски партизански филм из 1972. године у режији Хајрудина Крвавца, а по сценарију Ђорђа Лебовића, Моме Капора, Хајрудина Крвавца и Саве Пређе, док је продуцент филма Хидајет Чалкић. Филм представља слободну интерпретацију биографије стварног антифашистичког борца из Другог светског рата — Владимира Перића Валтера.
Насловну улогу тумачи Бата Живојиновић, док су у осталим улогама Раде Марковић, Љубиша Самарџић и Драгомир Бојанић Гидра.

## Радња
Валтер брани Сарајево је узбудљива, акциона, шпијунска прича о сарајевским илегалцима и њиховом вођи, партизанском обавјештајцу Владимиру Перићу Валтеру.
Сарајево 1944. године. Подстакнути губитком Београда и продором совјетске војске и партизана, челници немачке војске на Балкану покрећу операцију Лауфер, чији је циљ довести гориво војним возилима ради почетка повлачења у Немачку. Валтер, загонетни и харизматични вођа покрета отпора може да угрози њихове залихе. Немци предузимају лукав план да уклоне ту препреку.
Док немачки обавештајац Кондор улази у покрет отпора издавајући се за Валтера, прави Валтер открива немачки план. У Сарајево стижу илегалци на челу с мистериозним Пилотом са задатком да открију Кондора.

## Улоге
| Глумац                 | Улога                                                  |
| ---------------------- | ------------------------------------------------------ |
| Бата Живојиновић       | Валтер                                                 |
| Раде Марковић          | Сеад Капетановић                                       |
| Љубиша Самарџић        | Зис                                                    |
| Драгомир Гидра Бојанић | Кондор                                                 |
| Неда Спасојевић        | Мирна                                                  |
| Слободан Димитријевић  | Сури                                                   |
| Ханјо Хасе             | Фон Дитрих                                             |
| Ролф Ремер             | Бишоф                                                  |
| Вилхелм Кох Хеге       | Потпуковник Хаген                                      |
| Павле Вуисић           | Отправник возова                                       |
| Фарук Беголи           | Бранко                                                 |
| Стево Жигон            | др. Мишковић                                           |
| Етела Пардо            | Азра                                                   |
| Јован Јанићијевић      | Јосић / Стриц                                          |
| Владан Холец           | Брзи                                                   |
| Воја Мирић             | Иван                                                   |
| Игор Гало              | Малиша                                                 |
| Давор Антолић          | илегалац, вођа лажне патроле                           |
| Реља Башић             | Оберштурмфирер, вођа убачене групе                     |
| Руди Алвађ             | Шиндлер                                                |
| Фред Делмар            | наредник Едел, надзорник станице                       |
| Растислав Јовић        | полицијски агент                                       |
| Златко Мадунић         | полицијски агент                                       |
| Боро Беговић           | Боро                                                   |
| Херберт Кефер          | немачки генерал                                        |
| Хелмут Шрајбер         | потпуковник Вајланд                                    |
| Хусеин Чокић           | Павле, члан лажног комитета                            |
| Деметер Битенц         | пуковник Вансдорф                                      |
| Зоран Бечић            | лажни курир                                            |
| Андреј Нахтигал        | Хуберт                                                 |
| Михајло Мрваљевић      | Кузман, конобар на куглани                             |
| Еуген Вербер           | полицијски агент који чита позив грађанима             |
| Јозо Лепетић           | Вилдер, агент Гестапоа                                 |
| Жарко Мијатовић        | Обрен Смиљанић, скретничар на прузи                    |
| Рамиз Секић            | мајор Фолрад                                           |
| Ранко Гучевац          | полицијски агент                                       |
| Слободан Велимировић   | полицијски агент                                       |
| Шутка Петринић         | апотекарка                                             |
| Александар Војтов      | Борин помоћник при заробљавању убачене групе           |
| Даринка Гвозденовић    | жена која у групи чека да преузме мртво тело свог сина |
| Александар Мичић       | полицијски агент                                       |
| Драган Стипић          | Кемо, урарски научник                                  |
| Емир Кустурица         | омладинац                                              |
| Ненад Марић            | члан лажне патроле                                     |
| Златко Мартинчевић     | члан лажне патроле                                     |
| Миралем Зупчевић       | члан лажне патроле                                     |

## Списак епизода
1. Лажни комитет
2. Подземни фронт
3. Клопка за Валтера
4. Операција "Лауфер"

## Валтер у популарној култури
- Познате реченице из филма: 
  - „Стријелац зове Кондора“
  - „Чекам те у пет крај Бегове џамије“
  - „Ваздух трепти као да небо гори“
  - „ “ (Овај град је Валтер)

- -{Merkwürdig! Seit ich in SARAJEVO bin, suche ich Walter und finde ihn nicht. Und jetzt, wo ich gehen muss, weiss ich wer er ist.
-Sie wissen wer Walter ist?! Sagen Sie mir sofort seinen Namen!
-Ich werde ihn Ihnen zeigen... Sehen Sie diese Stadt? Das ist Walter!}-“
- Филм Валтер брани Сарајево је веома популаран у Кини.
- Филм је гледало око милијарду и по гледалаца.
- Филм је веома прославио већину глумаца који су у њему глумили.
- Након НАТО бомбардовања СРЈ, у лето 1999. године београдски аутор рекламних текстова Александар Котхај и дизајнер Вук Лончаревић, дошли су на идеју како да прикажу популарност Валтеровог лика у Кини. Осмислили су налепницу за наводно кинеско Валтер пиво са ликом Велимира Бате Живојиновића. Фотографија ове налепнице проширила се интернетом и убрзо се сматрала за чињеницу.[3]
- Постоји Музеј Валтер брани Сарајево[4]
- Ахмет Муминовић је нацртао стрип Валтер брани Сарајево. Овај стрип је имао и своје кинеско издање које је продато у тиражу од око 8 милиона примјерака.[5][6]